# Richards Nunatak
Richards Nunatak är en nunatak i Antarktis. Den ligger i Östantarktis. Australien gör anspråk på området. Toppen på Richards Nunatak är 1 805 meter över havet, eller 16 meter över den omgivande terrängen. Bredden vid basen är 0,45 km.
Terrängen runt Richards Nunatak är platt åt nordost, men åt sydväst är den kuperad. Trakten är obefolkad. Det finns inga samhällen i närheten.